# Bél Mátyás Egyetem
A Bél Mátyás Egyetem (szlovákul: Univerzita Mateja Bela v Banskej Bystrici) nyilvános egyetem Szlovákiában. Központja Besztercebányán található. Az egyetem Bél Mátyás 18. századi polihisztor nevét viseli.
Az egyetemet 1992. július 1-jén alapították a Szolgáltatás és Turizmus Főiskola és a Pedagógiai Kar egyesítésével. Az egyetem három karral nyitotta meg kapuit: Közgazdaságtudományi Kar, Humán- és Természettudományi Kar, valamint Pedagógiai Kar. A Humán- és Természettudományi Kar 1995-ben két karra oszlott. Az egyetem első rektora Ján Findra volt, a jelenlegi rektor Vladimír Hiadlovský, aki 2014 óta tölti be ezt a pozíciót. Az egyetemnek közel 7000 diákja van.

## Karok
- Közgazdaságtudományi Kar (Ekonomická fakulta)
- Bölcsészettudományi Kar (Filozofická fakulta; 2013-ig Humántudományi Kar)
- Politikatudományi és Nemzetközi Kapcsolatok Kar (Fakulta politických vied a medzinárodných vzťahov)
- Természettudományi Kar (Fakulta prírodných vied)
- Pedagógiai Kar (Pedagogická fakulta)
- Jogtudományi Kar (Právnická fakulta)

## Híres hallgatók
- Ulrika Babiaková – szlovák csillagász
- Jaroslav Babušiak – szlovák alpesisíző
- Danka Barteková – szlovák sportlövő, olimpiai bronzérmes
- Monika Beňová – szlovák politikus, EP-képviselő
- Paulína Fialková – szlovák biatlonista
- Pavol Hamžík – szlovák politikus, budapesti nagykövet
- Pavol Hurajt – szlovák biatlonista
- Martin Klus – szlovák politikus
- Marián Kotleba – szlovák politikus
- Milan Lučanský – volt szlovák rendőrfőkapitány
- Jaroslav Naď – szlovák politikus, hadügyminiszter
- Peter Pellegrini – szlovák politikus, volt miniszterelnök
- Ivan Štefunko – szlovák vállalkozó, politikus
- Ján Richter – szlovák politikus, korábbi munkaügyi miniszter

## Híres oktatók
- Alabán Ferenc – irodalomtörténész
- Július Alberty – történész